# Appenzelloise huppée
Pour les articles homonymes, voir Appenzell (homonymie).
L'Appenzelloise huppée ou poule d'Appenzell huppée (surnommée Tschüperli en dialecte d'Appenzell) est une race de poule domestique d'agrément.

## Description

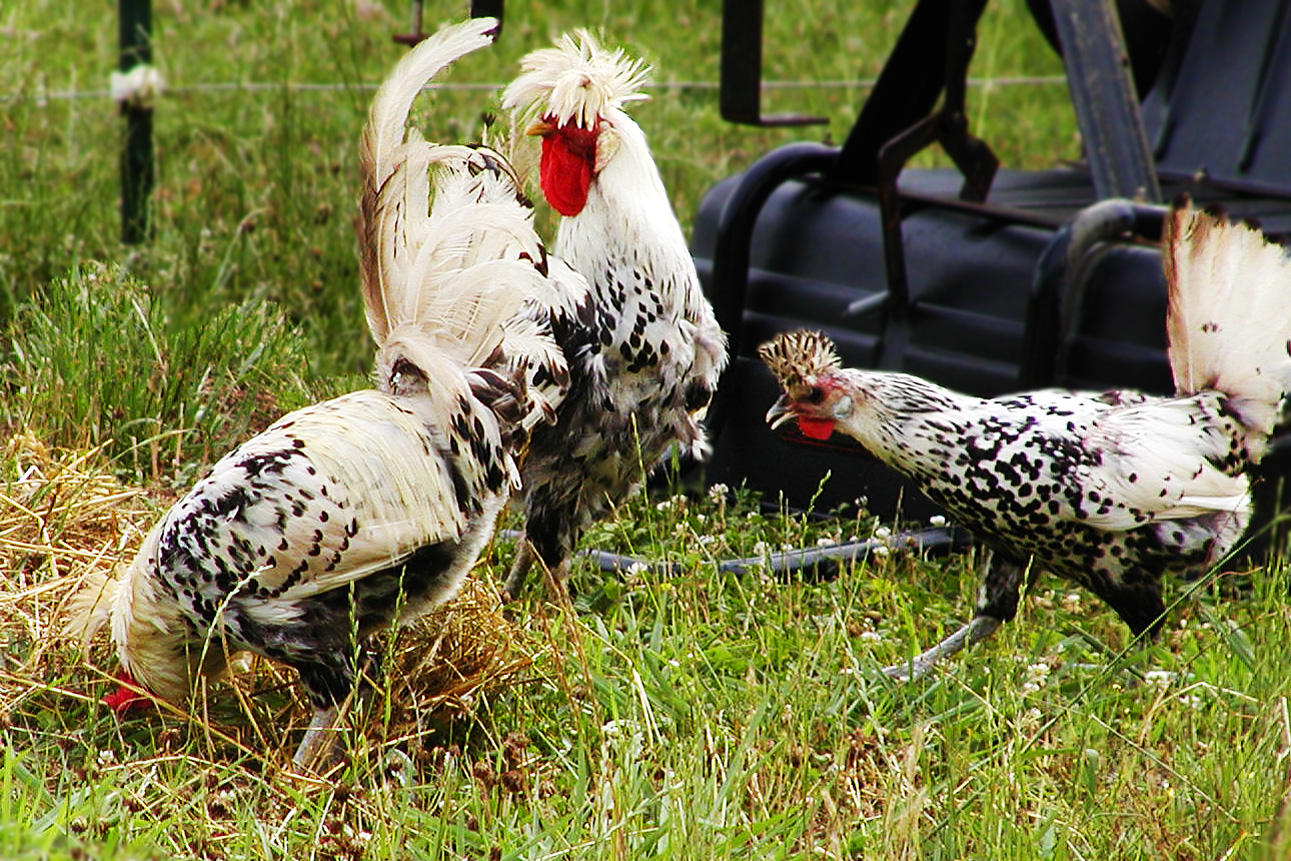
Deux coqs (à gauche) et une poule Appenzelloise huppée argenté pointé noir grande race.

C'est une volaille d'agrément de petite taille, considérée (à tort) comme piètre pondeuse, vive et légère à la poitrine large et proéminente avec un dos légèrement incliné et une queue pleine en forme d'éventail assez relevée. La tête est ornée par une crête formée de deux petites cornes surmontées d'une petite huppe inclinée vers l'avant. 
Elle est originaire de Suisse, du canton d'Appenzell. La race a été fixée en 1952 d'après d'anciennes variétés huppées élevées depuis au moins le XVe siècle dans les abbayes des environs et compte probablement parmi ses ancêtres la brabançonne, la poule de Crèvecœur et la poule de La Flèche.

### Standard
- Masse idéale : coq : 1,5 à 1,8 kg ; poule : 1,2 à 1,5 kg
- Crête : à cornes (en V)
- Oreillons : blancs
- Couleur des yeux : noirs
- Couleur de la peau : blanche

- Couleur des tarses : gris clair
- Variétés de plumage : bleu, noir, argenté pointé noir, doré pointé noir, chamois pointé blanc, citronné pointé noir.

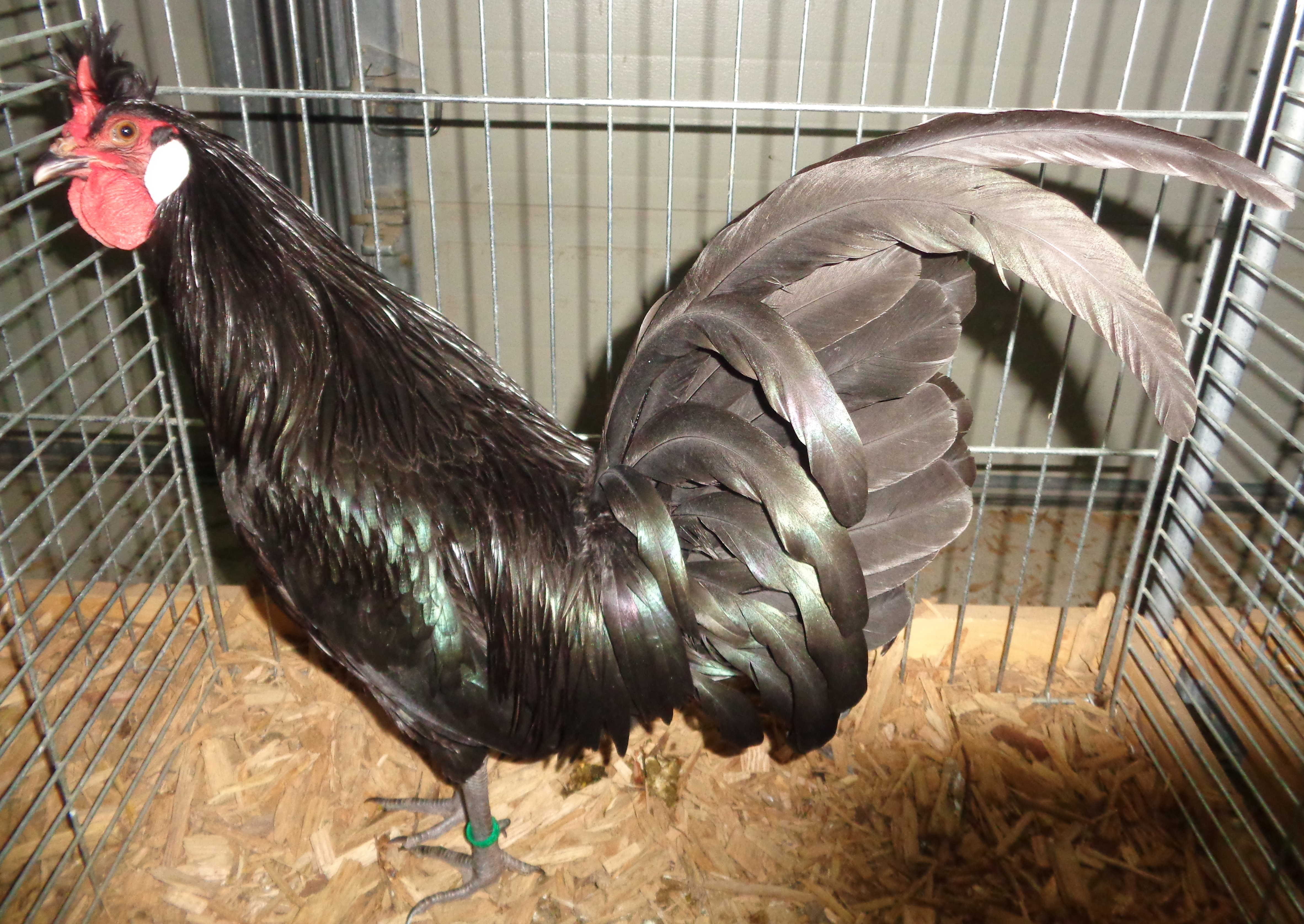
Œufs à couver : min. 55 g, coquille blanche
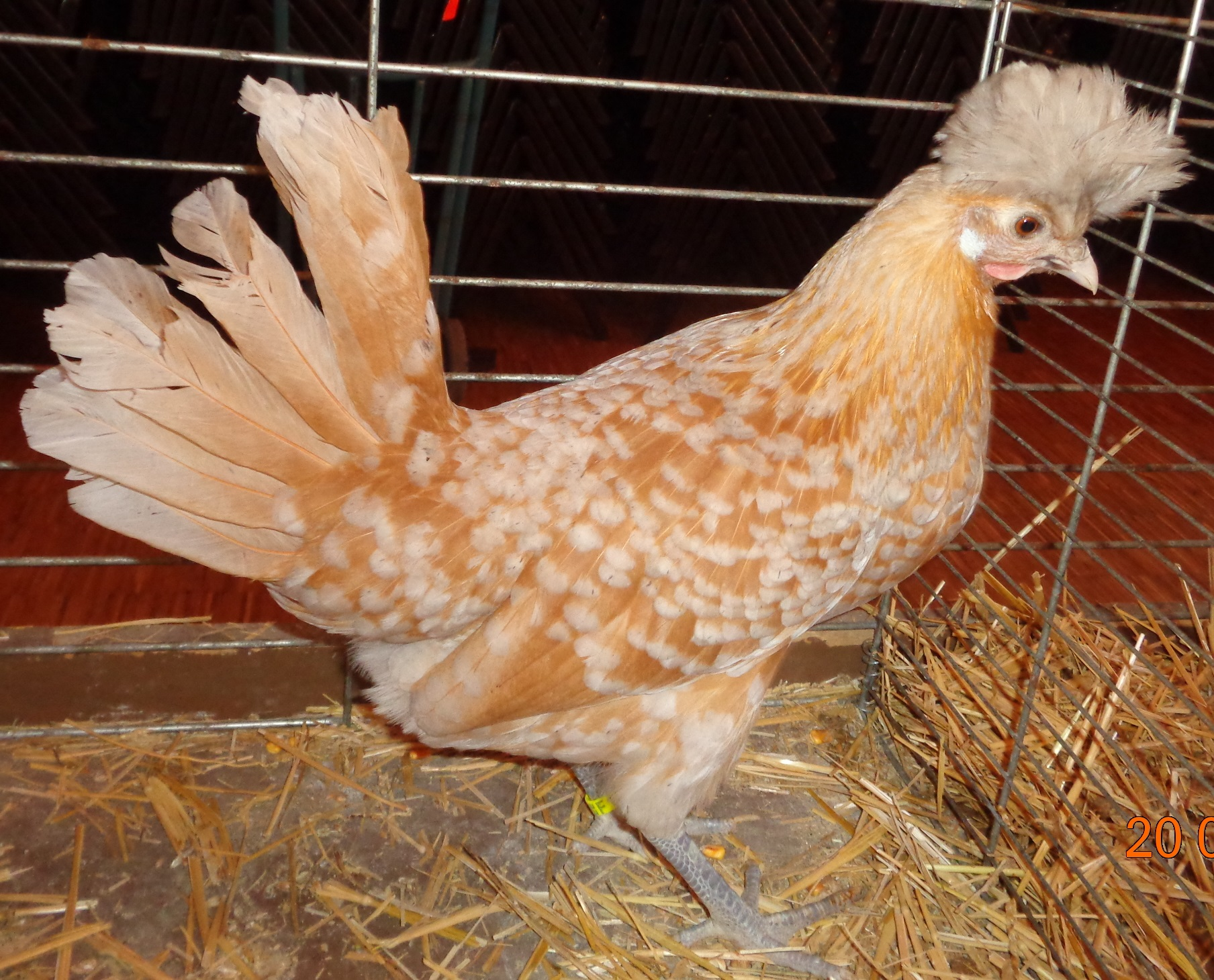
Diamètre des bagues : coq : 16 mm ; poule : 15 mm  - Coq appenzelloise huppée noir.
  - Poule appenzelloise huppée chamois pointé blanc.

### Source
- Le Standard officiel des volailles (Poules, oies, dindons, canards et pintades), édité par la Société centrale d'aviculture de France.